# Ouvrouer-les-Champs
Ouvrouer-les-Champs ist eine französische Gemeinde mit 539 Einwohnern (Stand: 1. Januar 2022) im Département Loiret in der Region Centre-Val de Loire. Sie gehört zum Arrondissement Orléans und ist Teil des Kantons Saint-Jean-le-Blanc. Die Einwohner werden Oratoriens genannt.

## Geographie
Ouvrouer-les-Champs liegt in der Landschaft Sologne etwa 21 Kilometer ostsüdöstlich von Orléans an der Loire. Umgeben wird Ouvrouer-les-Champs von den Nachbargemeinden Châteauneuf-sur-Loire im Norden und Nordosten, Sigloy im Osten, Tigy im Süden, Vienne-en-Val im Südwesten, Férolles im Westen und Südwesten, Jargeau im Westen und Nordwesten sowie Saint-Denis-de-l’Hôtel im Westen.

## Bevölkerungsentwicklung
| Jahr                      | 1962 | 1968 | 1975 | 1982 | 1990 | 1999 | 2006 | 2018 |
| Einwohner                 | 304  | 286  | 249  | 334  | 378  | 380  | 480  | 547  |
| Quelle: Cassini und INSEE |      |      |      |      |      |      |      |      |

## Sehenswürdigkeiten
- Kirche Saint-Pierre-Saint-Laurent
- UNESCO-Welterbe Val de Loire